# Benito Juárez 2.ª Sección (Monte Alegre)
Benito Juárez 2.ª Sección (Monte Alegre) es una localidad del municipio de Huimanguillo ubicado en la subregión de la Chontalpa del estado mexicano de Tabasco.

## Geografía
La localidad de Benito Juárez 2.ª Sección (Monte Alegre) se sitúa en las coordenadas geográficas 18°05′51″N 93°54′09″O / 18.097500, -93.902500, a una elevación de 3 metros sobre el nivel del mar.

## Demografía
Según el Conteo de Población y Vivienda 2020, efectuado por el Instituto Nacional de Estadística y Geografía, la localidad de Benito Juárez 2.ª Sección (Monte Alegre) tiene 386 habitantes, de los cuales 187 son del sexo masculino y 199 del sexo femenino. Su tasa de fecundidad es de 2.75 hijos por mujer y tiene 114 viviendas particulares habitadas.
| Gráfica de evolución demográfica de Benito Juárez 2.ª Sección (Monte Alegre) entre 1990 y 2020 |
|                                                                                                |
| INEGI.                                                                                         |